# 大塚弘
大塚 弘（おおつか ひろし、1935年（昭和10年）2月9日 - ）は日本の実業家。京成電鉄第9代代表取締役社長。代表取締役会長を経て現在は同社相談役。オリエンタルランド監査役を兼任。神奈川県出身。

## 経歴
1958年、早稲田大学第一法学部を卒業後、京成電鉄に入社。加賀見俊夫と同期入社である。
入社直後に大山秀雄から川﨑千春に社長が交代し、その後この2人を含む5人の社長の下で勤務。1982年には運輸部長となり、その後も出世を重ね、1997年には久々の生え抜き社長として第9代京成電鉄社長に就任。以後2004年に花田力に交代するまで7年間歴任した。1996年から株式会社オリエンタルランド社外監査役。東急建設株式会社社外取締役、株式会社京葉銀行社外監査役。
大塚は前任の妹尾弘人と同様、京成電鉄本体の経営自立とグループの強化で貢献した。オリエンタルランド監査役としても東京ディズニーリゾートの経営に対して加賀見と意見交換を行っていた事もある。
2019年、旭日重光章受章。